# Union Grove (Wisconsin)
Union Grove è un villaggio degli Stati Uniti d'America, situato in Wisconsin, nella contea di Racine.